# Fastest Known Time
 (février 2025).
La mise en forme du texte ne suit pas les recommandations de Wikipédia : il faut le « wikifier ».
Les points d'amélioration suivants sont les cas les plus fréquents. Le détail des points à revoir est peut-être précisé sur la page de discussion.
- Les titres sont pré-formatés par le logiciel. Ils ne sont ni en capitales, ni en gras.
- Le texte ne doit pas être écrit en capitales (les noms de famille non plus), ni en gras, ni en italique, ni en « petit »…
- Le gras n'est utilisé que pour surligner le titre de l'article dans l'introduction, une seule fois.
- L'italique est rarement utilisé : mots en langue étrangère, titres d'œuvres, noms de bateaux, etc.
- Les citations ne sont pas en italique mais en corps de texte normal. Elles sont entourées par des guillemets français : « et ».
- Les listes à puces sont à éviter, des paragraphes rédigés étant largement préférés. Les tableaux sont à réserver à la présentation de données structurées (résultats, etc.).
- Les appels de note de bas de page (petits chiffres en exposant, introduits par l'outil «  Source ») sont à placer entre la fin de phrase et le point final[comme ça].
- Les liens internes (vers d'autres articles de Wikipédia) sont à choisir avec parcimonie. Créez des liens vers des articles approfondissant le sujet. Les termes génériques sans rapport avec le sujet sont à éviter, ainsi que les répétitions de liens vers un même terme.
- Les liens externes sont à placer uniquement dans une section « Liens externes », à la fin de l'article. Ces liens sont à choisir avec parcimonie suivant les règles définies. Si un lien sert de source à l'article, son insertion dans le texte est à faire par les notes de bas de page.
- La présentation des références doit suivre les conventions bibliographiques. Il est recommandé d'utiliser les modèles {{Ouvrage}}, {{Chapitre}}, {{Article}}, {{Lien web}} et/ou {{Bibliographie}}. Le mode d'édition visuel peut mettre en forme automatiquement les références.
- Insérer une infobox (cadre d'informations à droite) n'est pas obligatoire pour parachever la mise en page.

Pour une aide détaillée, merci de consulter Aide:Wikification.
Si vous pensez que ces points ont été résolus, vous pouvez retirer ce bandeau et améliorer la mise en forme d'un autre article.
Un FKT pour Fastest Known Time (temps le plus rapide connu), est le record de trajet ou d'ascension réalisé, sur un parcours pleine nature bien défini, en se déplaçant à pied et/ou avec l'aide de moyens non motorisés : skis, vélo, parapente... Les FKT sont auto-organisés et effectués seuls ou en petits groupes. Les FKT sont particulièrement populaires sur les GR ou les sentiers longs adaptés à la randonnée ou à l'ultramarathonTrail, tels que l'Appalachian Trail, le Pennine Way, et le John Muir Trail. Un FKT ne peut pas être fait sur un trajet qui existe aussi en tant que course officielle par exemple il n'y a pas de FKT pour le Tour du Mont Blanc.

## Histoire
Des records de vitesse informels et non vérifiés existent depuis longtemps sur des sentiers populaires et très connus. Avec l'arrivée des GPS et trackers portables ou balises de localisation personnelles, le suivi d'une personne en mouvement en temps réel ou l'enregistrement d'une position à haute frequence permet de prouver ensuite son tracé en fonction du temps et donc de se situer par rapport au précédent record établi. Le mouvement FKT moderne a été répertorié sur un site Web de suivi, FasterKnownTime.com, fondé par Pete Bakwin et Buzz Burrell, deux passionnés d'outdoor qui ont inventé le terme « FKT » en 2000,.
La popularité des records FKT a augmenté durant la pandémie de COVID-19. Bien qu'il n'existe pas d'organisme directeur pour la certification des FKT, le site agit comme un arbitre informel, exigeant des preuves comme des photographies et annonçant à l'avance l'intention de battre un record.
En 2022, FastestKnownTime.com a été vendu à Outside Inc., la société mère du magazine Outside et d'autres sociétés de médias outdoor.

## Catégories de FKT
FastestKnownTime.com enregistre les records selon trois styles :
- Les athlètes « sans assistance » doivent transporter tout leur équipement et nourriture, à l’exception de l’eau qu'ils peuvent prendre en cours de route de sources naturelles. Les routes et ponts ne sont pas considérés comme une assistance car ils font partie de l’itinéraire, de la piste ou du sentier suivi.
- Les athlètes « en autonomie, sans équipe » ont droit à toute assistance comme acheter des vivres en cours de route. Par exemple, dormir dans un hôtel est autorisé, mais dormir chez un ami ne l’est pas puisque cet ami serait considéré comme une personne faisant partie de son équipe.
- Les athlètes « assistés » ont droit à toute forme d'assistance: une équipe qui fait toute la logistique, prépare à manger, fait un massage... L’assistance physique au déplacement n'est pas autorisée, donc l'effort physique pour avancer est uniquement fourni par l'athlète.